# 俄羅斯政治宣傳
俄羅斯政治宣傳是指俄罗斯政府通過各種手段宣傳自己的觀點，例如俄羅斯的國營媒體鼓吹弗拉基米尔·普京能力強以及稱讚蘇聯曾經非常強大。此外俄罗斯政府還相繼成立俄罗斯联邦总统打击企图篡改历史损害俄罗斯利益委员会、俄罗斯网络旅等组织，這些組織也一直在宣傳俄羅斯當局的觀點。